# Gumbrechtshoffen
Gumbrechtshoffen é uma comuna francesa na região administrativa de Grande Leste, no departamento Baixo Reno. Estende-se por uma área de 5,73 km². Em 2010 a comuna tinha 1 180 habitantes (densidade: 205,9 hab./km²).